# Čertižné
Čertižné és un poble i municipi d'Eslovàquia. Es troba a la regió de Prešov, al nord del país.

## Història
La primera referència escrita de la vila data del 1431.

## Demografia
| Godina             | 1994 | 2004    | 2014    | 2024    |
| ------------------ | ---- | ------- | ------- | ------- |
| Nombre de persones | 484  | 408     | 346     | 304     |
| Diferència         |      | −15,70% | −15,19% | −12,13% |

| Godina             | 2023 | 2024 |
| ------------------ | ---- | ---- |
| Nombre de persones | 304  | 304  |
| Diferència         |      | +0%  |